# Mantoppola
La mantoppola è una pietanza caratteristica di Montaperto, frazione del comune di Montemiletto, in provincia di Avellino. Nel 2021 ha avuto il riconoscimento dal Ministero delle politiche agricole alimentari e forestali come PAT (Prodotti Agroalimentari Tradizionali italiani). Il 27 dicembre del 2024, la mantoppola di Montaperto è stata presentata nella trasmissione televisiva MasterChef Italia.

## Descrizione
La mantoppola è una polpetta composta da ingredienti semplici quali: pane raffermo, salsiccia stagionata, formaggio e uovo; viene soffritta e poi cotta nel sugo di pomodoro.

## Tradizione
La mantoppola di Montaperto è un piatto gastronomico tipico della tradizione culinaria dell’omonima frazione. Tale  pietanza viene da sempre preparata in ricorrenza dei festeggiamenti del suo patrono, Sant’Eustachio che si celebra il 20 settembre.
La ricetta e l’arte della sua preparazione vengono trasmesse in maniera orale da generazione in generazione. In questo piatto sono presenti prodotti alimentari peculiari della cultura contadina del luogo come la salsiccia che proveniva dalla tradizionale uccisione casalinga del maiale, il pane raffermo, le uova e il formaggio, in dialetto locale "caso".

## Ingredienti
- pane raffermo
- uovo
- salsiccia di maiale stagionata
- formaggio

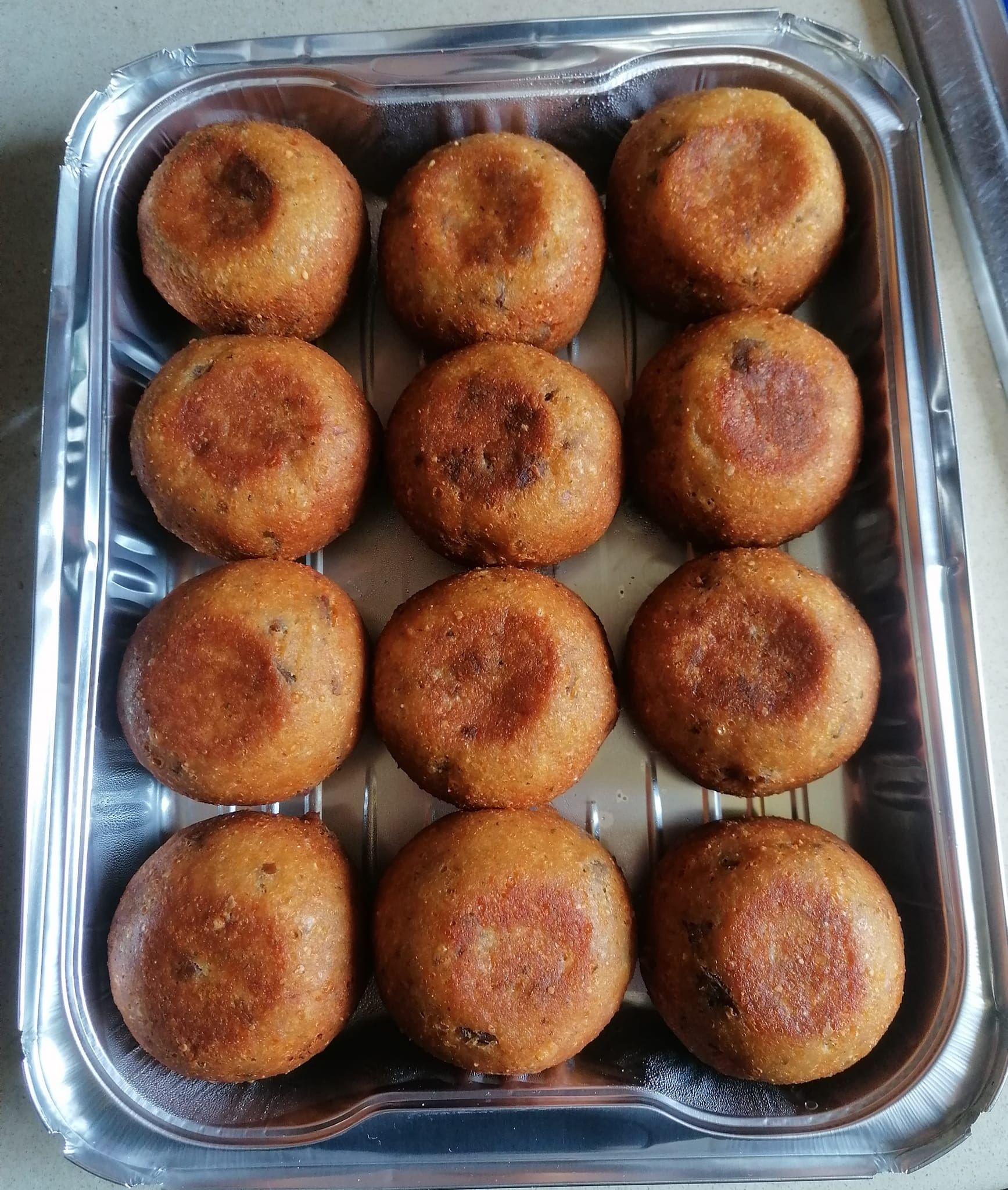
Mantoppole

Le dosi e gli ingredienti variano a seconda della ricetta di famiglia.

## Metodi di lavorazione
Le mantoppole si preparano mescolando il pane raffermo sbriciolato con le uova, le salcicce stagionate e il formaggio. 
Dopo aver preparato l’impasto si procede alla formazione delle polpette dando loro la tradizionale forma sferica. 
Le polpette vengono poi soffritte in olio fino alla doratura. 
Cottura in sugo: le polpette soffritte vengono messe in una pentola nella quale è stato disposto un letto di sugo di pomodoro. Con la restante parte del sugo si coprono completamente le polpette e vengono lasciate cuocere a fuoco lento. 
Quando il sugo si sarà ritirato abbastanza da lasciare scoperte per metà le polpette, le mantoppole di Montaperto saranno pronte per essere servite.